# Patrinia glabrifolia
Patrinia glabrifolia là một loài thực vật có hoa trong họ Kim ngân. Loài này được Yamam. & Sasaki mô tả khoa học đầu tiên năm 1929.